# Werchniozorianśke
Werchniozorianśke (ukr. Верхньозорянське) – wieś na Ukrainie, w obwodzie charkowskim, w rejonie kupiańskim. W 2001 liczyła 244 mieszkańców, spośród których 229 posługiwało się językiem ukraińskim, a 15 rosyjskim.